# Edward V. Long

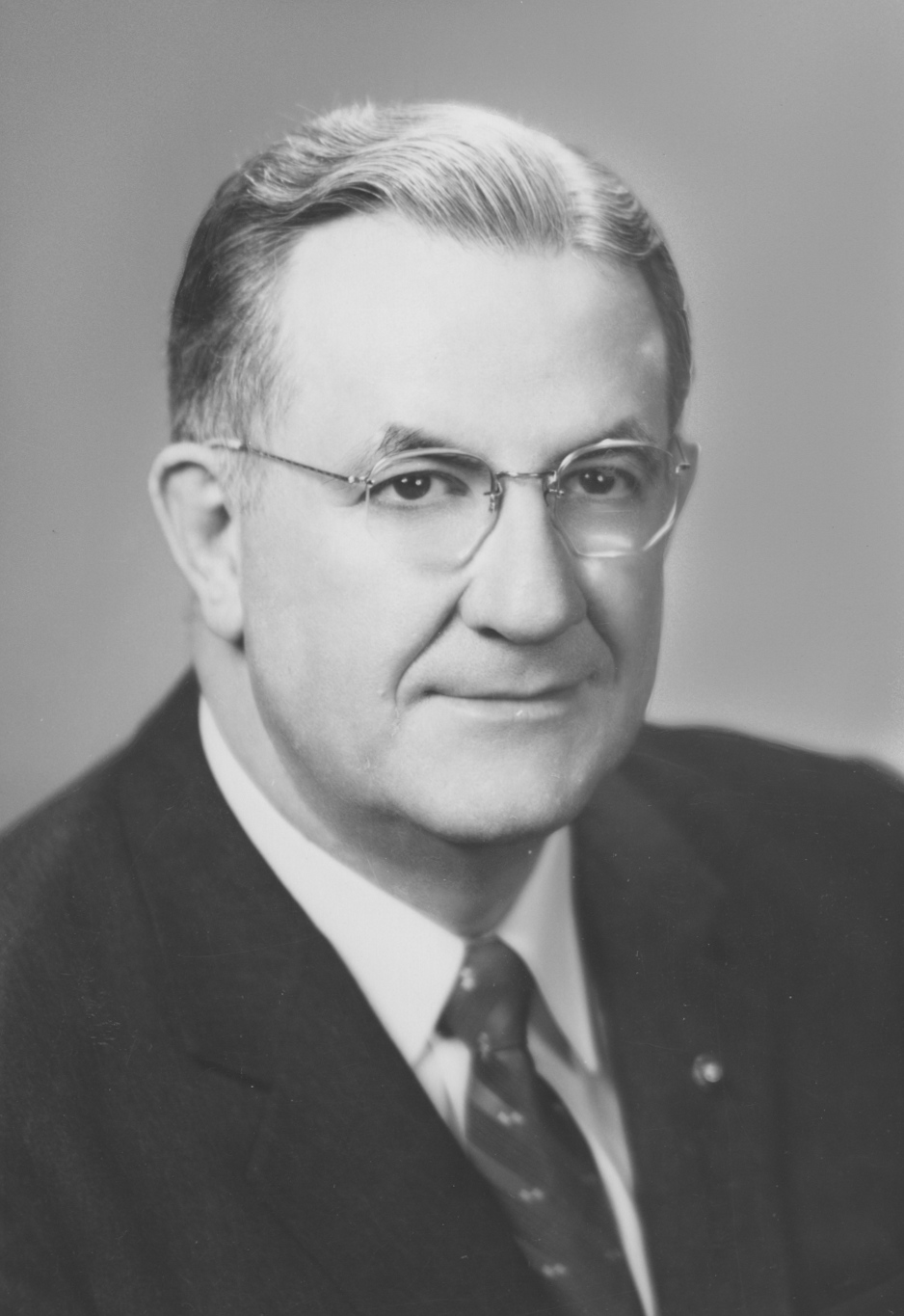
Edward V. Long

Edward Vaughn Long (* 18. Juli 1908 bei Whiteside, Lincoln County, Missouri; † 6. November 1972 in Eolia, Missouri) war ein US-amerikanischer Politiker der Demokratischen Partei.
Der auf dem Land aufgewachsene Long besuchte zunächst das Culver-Stockton College in Canton, ehe er ein Studium an der University of Missouri in Columbia begann. 1936 wurde er in die Anwaltskammer aufgenommen und begann in Bowling Green als Jurist zu arbeiten. Von 1937 bis 1941 war er Staatsanwalt im Pike County, danach bis 1945 Anwalt der Stadt Bowling Green.
1945 begann Long seine politische Laufbahn als Mitglied des Senats von Missouri, dem er bis 1955 angehörte. Im Jahr 1952 wurde er zum Vorsitzenden der demokratischen Mehrheitsfraktion (Majority floor leader) gewählt; 1955 fungierte er als Präsident pro tempore des Senats. Schließlich erfolgte im Jahr 1956 die Wahl zum Vizegouverneur von Missouri; er bekleidete dieses Amt von 1957 bis zum 23. Dezember 1960, als ihn Gouverneur James T. Blair zum Nachfolger des verstorbenen US-Senators Thomas C. Hennings für dessen verbleibende Amtszeit bestimmte.
Zwei Jahre später stellte sich Edward Long der Wahl für eine komplette Amtsperiode und setzte sich durch. 1968 wollte er zur Wiederwahl antreten, unterlag jedoch bereits in den Vorwahlen seiner Partei Thomas Eagleton und stellte sein Mandat am 27. Dezember 1968 zur Verfügung. In der Folge arbeitete er wieder als Jurist in Missouri.